# Китман, Иосиф Давидович
Иосиф Давидович Китман (рум. Iosif Chitman; род. 7 октября 1936, Кишинёв) — молдавский советский скульптор.

## Биография
Окончил Республиканское художественное училище имени И. Е. Репина в Кишинёве (1954), затем Московский художественный институт имени В. И. Сурикова (1960). Работал в области монументальной и малой пластики, главным образом из камня и дерева.
Выполнил памятник поэту Ливиу Деляну в Кишинёве, бюст А. Д. Сахарова, скульптурные портреты актёра Е. Уреке (бронза, 1971), Э. Хемингуэя (дерево, 1983), монумент воинской славы в селе Каинары, мемориальный знак «в честь 24 августа 1944 года — дня освобождения Кишинёва и Молдавской ССР от немецко-румынского фашистского ига» (1974).
Член Союза художников СССР и Молдавии (1963). Лауреат Премии комсомола Молдавии имени Бориса Главана (за скульптурный портрет «Павел Ткаченко» и скульптурную композицию «Встреча», 1968).
С 2000 года живёт в Кёльне (Германия).